# Савала
Савала (на руски: Савала) е река в Тамбовска и Воронежка област на Русия, десен приток на Хопьор (ляв приток на Дон). Дължина 285 km. Площ на водосборния басейн 7720 km².
Река Савала води началото си от крайната западна част на обширното Приволжко възвишение, на 190 m н.в., в село Новоалександровка, в южната част на Тамбовска област. По цялото си протежение тече предимно в южна посока през Окско-Донската равнина, като силно меандрира и е типична равнинна река с висок десен и нисък и терасиран ляв бряг. Влива се отдясно в река Хопьор (ляв приток на Дон), при нейния 315 km, на 85 m н.в., на 5 km южно от град Новохопьорск във Воронежка област. Основни притоци: десни – Бурначка (57 km), Осиновка (24 km), Елан (165 km), Татарка (38 km). Има смесено подхранване с преобладаване на снежното с ясно изразено пролетно пълноводие през април и май. Среден годишен отток в долното течение около 20 m³/s. Замръзва в края на ноември, а се размразява в края на март или началото на април. По бреговете на реката са разположени множество населени места, в т.ч. град Жердеевка в Тамбовска област.